# Ernestine Netoua
Ernestine Netoua de son vrai nom Nemadjilem Djerade Ernestine, est une entrepreneure culturelle tchadienne. Native de la province du Logone Occidental, elle est la directrice artistique du festival Koura Gosso.

## Biographie
Ernestine Netoua est titulaire d’une licence en gestion et administration, obtenue à l’institut supérieur polytechnique la Francophonie de N’Djamena. Après plusieurs années dans le monde de l'emploi, elle décide de créer sa propre boîte. Mère de cinq enfants, elle est aussi investie dans le social en tant que présidente de l'association femme aussi (afema),

## Carrière
En 2017, préoccupée par l’épanouissement de la jeunesse, Ernestine Netoua initie la première édition du festival Koura Gosso dans la ville de Moundo. La mauvaise gestion de la commune de Moundou qui, malgré les multiples successions des maires, connait une crise économique et sociale. Une grosse grève du personnel éclate. Ernestine Netoua, ne cache pas ses visées politiques et veut se présenter pour diriger la mairie de sa ville natale. Lors d'un de ses passage en France elle donne une interview sur la chaîne Télésud en 2019.
En 2020, Faisant front contre le covid-19, elle se mobilise contre la propagation du coronavirus. Elle fait partie de la délégation tchadienne qui représente le pays au African Women In dialogue (afwid) à Johannesburg.
En 2022, elle fait une tournée au Cameroun pour parler du festival Koura Gosso, son bilan et son avenir. En 2023, Ernestine Netoua fait partie des femmes francophones inspirantes, qui contribuent à travers leurs actions et leur engagement, au développement des musiques du continent.

## Voir Aussi